# Reichstagswahl 1903
- SPD: 81
- DtVP: 6
- FVp: 21
- NSV: 1
- FVg: 9
- NLP: 51
- Unabh.: 2
- Minderheiten: 26
- BdL/BB/WB: 8
- DHP: 6
- Z: 100
- DRP: 21
- DKP: 54
- Antisemiten: 11

Die Ergebnisse der Reichstagswahl nach Wahlkreisen. Die Nummerierung der Wahlkreise entspricht der der Tabelle.

Die Reichstagswahl 1903 war die Wahl zum 11. Deutschen Reichstag. Sie fand am 16. Juni 1903 statt.
Die Wahlbeteiligung lag bei etwa 76 %, sie war damit deutlich höher als bei der Reichstagswahl 1898.
Sowohl die „Kartellparteien“ als auch das Zentrum hielten sich stabil. Sie hatten die Regierung um Reichskanzler Bernhard von Bülow im Wesentlichen unterstützt.
Deutlich wurde allerdings erneut der Zuwachs der Sozialdemokraten. In Stimmenzahlen waren sie längst deutlich die stärkste Partei, allein das geltende Mehrheitswahlrecht ließ sie nur zur zweitstärksten Kraft im Parlament werden. Im „Roten Königreich“ (Sachsen) konnten sie 22 der insgesamt 23 Wahlkreise gewinnen. Verluste hatten vor allem die Linksliberalen und die kleineren Parteien. Erstmals war mit Wojciech Korfanty auch ein Kandidat der polnischen Parteien in einem oberschlesischen Wahlkreis erfolgreich.
Im neuen Reichstag opponierten die gestärkten Sozialdemokraten gegen die Regierungspolitik. Im Rahmen der Ersten Marokkokrise und der allgemeinen Aufrüstungen kritisierten sie die ihrer Meinung nach verfehlte deutsche Außenpolitik. Im Inneren drängten die Sozialdemokraten zusammen mit den Linksliberalen auf Reformen. Einen Antrag auf die Abschaffung des Dreiklassenwahlrechts in Preußen konnten sie zwar nicht durchbringen, 1906 gelang ihnen aber die Einführung von Diäten für Reichstagsabgeordnete. Zuvor waren besonders Sozialdemokraten, die häufig kein größeres eigenes Vermögen oder eigene laufende Einkünfte hatten, auf die Unterstützung durch die Parteikasse angewiesen gewesen.
Ende 1906 wurde der Reichstag vorzeitig aufgelöst und es kam zur Reichstagswahl 1907.

## Ergebnisse

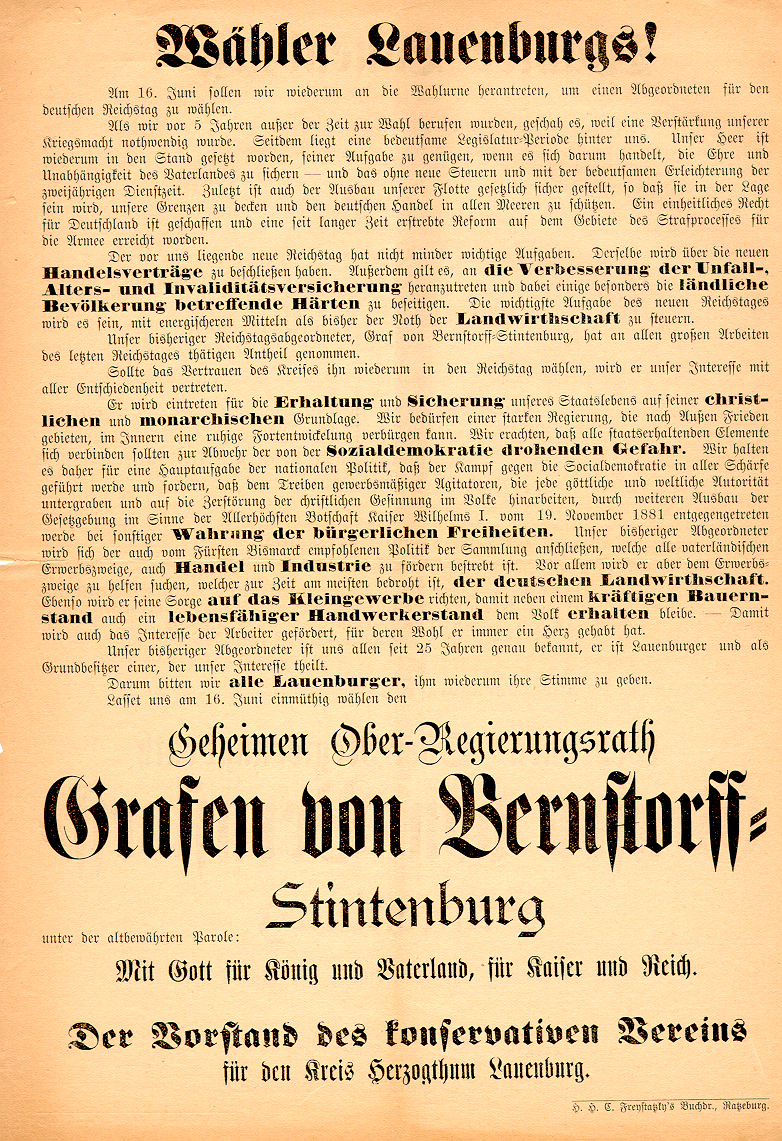
Ein Wahlplakat des freikonservativen Kandidaten im Herzogtum Lauenburg (Schleswig-Holstein), Graf Bernstorff, der den Wahlkreis seit 1893 vertreten hatte. In der Stichwahl unterlag Bernsdorff seinem sozialdemokratischen Gegenkandidaten Friedrich Lesche.

| Politische Richtung    | Politische Richtung    | Parteien                         | Parteien | Wählerstimmen | Wählerstimmen | Wählerstimmen | Sitze im Reichstag | Sitze im Reichstag | Sitze im Reichstag |
| ---------------------- | ---------------------- | -------------------------------- | -------- | ------------- | ------------- | ------------- | ------------------ | ------------------ | ------------------ |
| Politische Richtung    | Politische Richtung    | Parteien                         | Parteien | in Mio.       | Anteil        | ggüb. 1898    | absolut            | Anteil             | ggüb. 1898         |
| Konservative           | Konservative           | Deutschkonservative Partei (DKP) |          | 0,948         | 10,0 %        | −1,1 %        | 54                 | 13,6 %             | −2 ▼               |
| Konservative           | Konservative           | Deutsche Reichspartei (DRP)      |          | 0,333         | 3,5 %         | −0,9 %        | 21                 | 5,3 %              | −1 ▼               |
| Liberale               | Rechts-                | Nationalliberale Partei (NLP)    |          | 1,317         | 13,9 %        | +1,4 %        | 51                 | 12,8 %             | +3 ▲               |
| Liberale               | gemäßigt               | Freisinnige Vereinigung (FVg)    |          | 0,243         | 2,6 %         | +0,1 %        | 9                  | 2,3 %              | −4 ▼               |
| Liberale               | Links-                 | Freisinnige Volkspartei (FVp)    |          | 0,538         | 5,7 %         | −1,5 %        | 21                 | 5,3 %              | −8 ▼               |
| Liberale               | Links-                 | Deutsche Volkspartei (DtVP)      |          | 0,091         | 1,0 %         | −0,4 %        | 6                  | 1,5 %              | −2 ▼               |
| Katholiken             | Katholiken             | Zentrumspartei                   |          | 1,875         | 19,7 %        | +0,9 %        | 100                | 25,2 %             | −2 ▼               |
| Sozialisten            | Sozialisten            | Sozialdemokraten (SPD)           |          | 3,011         | 31,7 %        | +4,5 %        | 81                 | 20,4 %             | +25 ▲              |
| Andere und Unabhängige | Andere und Unabhängige | Regionalparteien, Minderheiten1) |          | 0,559         | 5,9 %         | −0,2 %        | 32                 | 8,1 %              | −3 ▼               |
| Andere und Unabhängige | Andere und Unabhängige | Bauernparteien/-bünde2)          |          | 0,230         | 2,4 %         | −0,8 %        | 8                  | 2,0 %              | −3 ▼               |
| Andere und Unabhängige | Andere und Unabhängige | Antisemitenparteien3)            |          | 0,245         | 2,6 %         | −1,1 %        | 11                 | 2,8 %              | −2 ▼               |
| Andere und Unabhängige | Andere und Unabhängige | Sonstige4)                       |          | 0,104         | 1,1 %         | −0,8 %        | 3                  | 0,6 %              | −1 ▼               |
| Gesamt                 | Gesamt                 | Gesamt                           | Gesamt   | 9,496         | 100 %         |               | 397                | 100 %              |                    |

Anmerkungen:
- 1) Sitze: Deutsch-Hannoversche Partei (DHP) 6 (−3), Polen 16 (+2), Dänen 1 (±0), Elsass-Lothringer 9 (−1)
- 2) Sitze: Bund der Landwirte (BdL) 4 (−2), Bayerischer Bauernbund (BB) 3 (−2), Württembergischer Bauernbund 1 (+1)
- 3) Sitze: Deutsche Reformpartei (Ref) 6 (+6), Deutschsoziale Partei (DSP) 3 (+3), Christlich-Soziale Partei (CSP) 2 (+1)
- 4) Sitze: Nationalsozialer Verein (NSV) 1 (+1), Unbestimmte 2 (−2)

## Gewählte Abgeordnete nach Wahlkreisen
In jedem der insgesamt 397 Wahlkreise wurde nach absolutem Mehrheitswahlrecht ein Abgeordneter gewählt. Wenn kein Kandidat im ersten Wahlgang die absolute Mehrheit erreichte, wurde eine Stichwahl zwischen den beiden bestplatzierten Kandidaten durchgeführt. In den folgenden Tabellen werden die Wahlkreissieger und ihre im amtlichen Endergebnis genannte Parteistellung angegeben.

### Preußen
| Königreich Preußen                                    | Königreich Preußen                                                                  | Königreich Preußen                               | Königreich Preußen                               | Königreich Preußen                               |
| Provinz Ostpreußen – Regierungsbezirk Königsberg      | Provinz Ostpreußen – Regierungsbezirk Königsberg                                    | Provinz Ostpreußen – Regierungsbezirk Königsberg | Provinz Ostpreußen – Regierungsbezirk Königsberg | Provinz Ostpreußen – Regierungsbezirk Königsberg |
| ----------------------------------------------------- | ----------------------------------------------------------------------------------- | ------------------------------------------------ | ------------------------------------------------ | ------------------------------------------------ |
| 1                                                     | Memel, Heydekrug                                                                    | Max Krause                                       | DKP                                              |                                                  |
| 2                                                     | Labiau, Wehlau                                                                      | Ludwig von Massow-Parnehnen                      | DKP                                              |                                                  |
| 3                                                     | Königsberg-Stadt                                                                    | Hugo Haase                                       | SPD                                              |                                                  |
| 4                                                     | Fischhausen, Königsberg-Land                                                        | Richard zu Dohna-Schlobitten                     | DKP                                              |                                                  |
| 5                                                     | Heiligenbeil, Preußisch-Eylau                                                       | Carl von Elern                                   | DKP                                              |                                                  |
| 6                                                     | Braunsberg, Heilsberg                                                               | Cölestin Krebs                                   | Zentrum                                          |                                                  |
| 7                                                     | Preußisch-Holland, Mohrungen                                                        | Adolf zu Dohna-Schlodien                         | DKP                                              |                                                  |
| 8                                                     | Osterode i. Opr., Neidenburg                                                        | Richard Guenter                                  | NLP                                              |                                                  |
| 9                                                     | Allenstein, Rößel                                                                   | Johann Hirschberg                                | Zentrum                                          |                                                  |
| 10                                                    | Rastenburg, Friedland, Gerdauen                                                     | Bernhard von Pressentin gen. von Rautter         | DKP                                              |                                                  |
| Provinz Ostpreußen – Regierungsbezirk Gumbinnen       |                                                                                     |                                                  |                                                  |                                                  |
| 1                                                     | Tilsit, Niederung                                                                   | Georg Schickert                                  | DKP                                              |                                                  |
| 2                                                     | Ragnit, Pillkallen                                                                  | Hans von Kanitz                                  | DKP                                              |                                                  |
| 3                                                     | Gumbinnen, Insterburg                                                               | Julius Mentz                                     | DKP                                              |                                                  |
| 4                                                     | Stallupönen, Goldap, Darkehmen                                                      | Emil Victor von Sperber                          | DKP                                              |                                                  |
| 5                                                     | Angerburg, Lötzen                                                                   | Ludwig von Staudy                                | DKP                                              |                                                  |
| 6                                                     | Oletzko, Lyck, Johannisburg                                                         | Udo zu Stolberg-Wernigerode                      | DKP                                              |                                                  |
| 7                                                     | Sensburg, Ortelsburg                                                                | Ferdinand Rogalla von Bieberstein                | DKP                                              |                                                  |
| Provinz Westpreußen – Regierungsbezirk Danzig         |                                                                                     |                                                  |                                                  |                                                  |
| 1                                                     | Marienburg, Elbing                                                                  | Elard Kurt von Oldenburg                         | DKP                                              |                                                  |
| 2                                                     | Danzig Land                                                                         | Franz Doerksen                                   | DRP                                              |                                                  |
| 3                                                     | Danzig Stadt                                                                        | Karl Mommsen                                     | FVg                                              |                                                  |
| 4                                                     | Neustadt (Westpr.), Putzig, Karthaus                                                | Roman von Janta-Polczynski                       | Pole                                             |                                                  |
| 5                                                     | Berent, Preußisch Stargard, Dirschau                                                | Wladislaus von Wolszlegier                       | Pole                                             |                                                  |
| Provinz Westpreußen – Regierungsbezirk Marienwerder   |                                                                                     |                                                  |                                                  |                                                  |
| 1                                                     | Marienwerder, Stuhm                                                                 | Karl Witt                                        | DRP                                              |                                                  |
| 2                                                     | Rosenberg (Westpr.), Löbau                                                          | Julius Walzer                                    | DRP                                              |                                                  |
| 3                                                     | Graudenz, Strasburg (Westpr.)                                                       | Julius Sieg                                      | NLP                                              |                                                  |
| 4                                                     | Thorn, Kulm, Briesen                                                                | Jan Brejski                                      | Pole                                             |                                                  |
| 5                                                     | Schwetz                                                                             | Otto Holtz                                       | DRP                                              |                                                  |
| 6                                                     | Konitz, Tuchel                                                                      | Wiktor Kulerski                                  | Pole                                             |                                                  |
| 7                                                     | Schlochau, Flatow                                                                   | Otto Böckler                                     | Antisemiten (Ref)                                |                                                  |
| 8                                                     | Deutsch-Krone                                                                       | Karl von Gamp-Massaunen                          | DRP                                              |                                                  |
| Berlin                                                |                                                                                     |                                                  |                                                  |                                                  |
| 1                                                     | Alt-Berlin, Cölln, Friedrichswerder, Dorotheenstadt, Friedrichstadt-Nord            | Johannes Kaempf                                  | FVp                                              |                                                  |
| 2                                                     | Schöneberger Vorstadt, Friedrichsvorstadt, Tempelhofer Vorstadt, Friedrichstadt-Süd | Richard Fischer                                  | SPD                                              |                                                  |
| 3                                                     | Luisenstadt diesseits des Kanals, Neu-Cölln                                         | Wolfgang Heine                                   | SPD                                              |                                                  |
| 4                                                     | Luisenstadt jenseits des Kanals, Stralauer Vorstadt, Königsstadt-Ost                | Paul Singer                                      | SPD                                              |                                                  |
| 5                                                     | Spandauer Vorstadt, Friedrich-Wilhelm-Stadt, Königsstadt-West                       | Robert Schmidt                                   | SPD                                              |                                                  |
| 6                                                     | Wedding, Gesundbrunnen, Moabit, Oranienburger Vorstadt, Rosenthaler Vorstadt        | Georg Ledebour                                   | SPD                                              |                                                  |
| Provinz Brandenburg – Regierungsbezirk Potsdam        |                                                                                     |                                                  |                                                  |                                                  |
| 1                                                     | Westprignitz                                                                        | Hans Stubbendorff                                | DRP                                              |                                                  |
| 2                                                     | Ostprignitz                                                                         | Sigismund von Dallwitz                           | DKP                                              |                                                  |
| 3                                                     | Ruppin, Templin                                                                     | Hermann Dietrich                                 | DKP                                              |                                                  |
| 4                                                     | Prenzlau, Angermünde                                                                | Ulrich von Winterfeldt                           | DKP                                              |                                                  |
| 5                                                     | Oberbarnim                                                                          | Moritz Pauli                                     | DRP                                              |                                                  |
| 6                                                     | Niederbarnim, Lichtenberg                                                           | Arthur Stadthagen                                | SPD                                              |                                                  |
| 7                                                     | Potsdam, Osthavelland, Spandau                                                      | August Pauli                                     | DKP                                              |                                                  |
| 8                                                     | Brandenburg an der Havel, Westhavelland                                             | Heinrich Peus                                    | SPD                                              |                                                  |
| 9                                                     | Zauch-Belzig, Jüterbog-Luckenwalde                                                  | Ulrich von Oertzen                               | DRP                                              |                                                  |
| 10                                                    | Teltow, Beeskow-Storkow, Charlottenburg, Schöneberg, Neukölln, Wilmersdorf          | Fritz Zubeil                                     | SPD                                              |                                                  |
| Provinz Brandenburg – Regierungsbezirk Frankfurt      |                                                                                     |                                                  |                                                  |                                                  |
| 1                                                     | Arnswalde, Friedeberg                                                               | Wilhelm Bruhn                                    | Antisemiten (Ref)                                |                                                  |
| 2                                                     | Landsberg (Warthe), Soldin                                                          | Kunibert Böning                                  | DKP                                              |                                                  |
| 3                                                     | Königsberg (Neumark)                                                                | Werner von Saldern                               | DKP                                              |                                                  |
| 4                                                     | Frankfurt (Oder), Lebus                                                             | Heinrich Braun                                   | SPD                                              |                                                  |
| 5                                                     | Oststernberg, Weststernberg                                                         | Ernst Froelich                                   | Antisemiten (Ref)                                |                                                  |
| 6                                                     | Züllichau-Schwiebus, Crossen                                                        | Karl Schlüter                                    | DRP                                              |                                                  |
| 7                                                     | Guben, Lübben                                                                       | Heinrich zu Schoenaich-Carolath                  | NLP                                              |                                                  |
| 8                                                     | Sorau, Forst                                                                        | Rudolf Bahn                                      | NLP                                              |                                                  |
| 9                                                     | Cottbus, Spremberg                                                                  | Willibald von Dirksen                            | DRP                                              |                                                  |
| 10                                                    | Calau, Luckau                                                                       | Adolf Wilhelm Henning                            | DKP                                              |                                                  |
| Provinz Pommern – Regierungsbezirk Stettin            |                                                                                     |                                                  |                                                  |                                                  |
| 1                                                     | Demmin, Anklam                                                                      | Hans von Schwerin-Löwitz                         | DKP                                              |                                                  |
| 2                                                     | Ueckermünde, Usedom-Wollin                                                          | Karl von Böhlendorff-Kölpin                      | DKP                                              |                                                  |
| 3                                                     | Randow, Greifenhagen                                                                | Alwin Körsten                                    | SPD                                              |                                                  |
| 4                                                     | Stettin                                                                             | Fritz Herbert                                    | SPD                                              |                                                  |
| 5                                                     | Pyritz, Saatzig                                                                     | Karl Krösell                                     | Antisemiten (Ref)                                |                                                  |
| 6                                                     | Naugard, Regenwalde                                                                 | Hermann von Dewitz                               | DKP                                              |                                                  |
| 7                                                     | Greifenberg, Kammin                                                                 | Oskar von Normann                                | DKP                                              |                                                  |
| Provinz Pommern – Regierungsbezirk Köslin             |                                                                                     |                                                  |                                                  |                                                  |
| 1                                                     | Stolp, Lauenburg in Pommern                                                         | Arthur Will                                      | DKP                                              |                                                  |
| 2                                                     | Bütow, Rummelsburg, Schlawe                                                         | Hubert von Michaelis                             | DKP                                              |                                                  |
| 3                                                     | Köslin, Kolberg-Körlin, Bublitz                                                     | Gustav Malkewitz                                 | DKP                                              |                                                  |
| 4                                                     | Belgard, Schivelbein, Dramburg                                                      | Eugen von Brockhausen                            | DKP                                              |                                                  |
| 5                                                     | Neustettin                                                                          | Bogislav von Bonin                               | DKP                                              |                                                  |
| Provinz Pommern – Regierungsbezirk Stralsund          |                                                                                     |                                                  |                                                  |                                                  |
| 1                                                     | Rügen, Stralsund, Franzburg                                                         | Karl von Riepenhausen                            | DKP                                              |                                                  |
| 2                                                     | Greifswald, Grimmen                                                                 | Georg Gothein                                    | FVg                                              |                                                  |
| Provinz Posen – Regierungsbezirk Posen                |                                                                                     |                                                  |                                                  |                                                  |
| 1                                                     | Posen                                                                               | Bernard von Chrzanowski                          | Pole                                             |                                                  |
| 2                                                     | Samter, Birnbaum, Obornik, Schwerin (Warthe)                                        | Mathias von Brudzewo-Mielzynski                  | Pole                                             |                                                  |
| 3                                                     | Meseritz, Bomst                                                                     | Hans Otto von Gersdorff                          | DKP                                              |                                                  |
| 4                                                     | Buk, Schmiegel, Kosten                                                              | Witold von Skarzynski                            | Pole                                             |                                                  |
| 5                                                     | Gostyn, Rawitsch                                                                    | Joseph von Mycielski                             | Pole                                             |                                                  |
| 6                                                     | Fraustadt, Lissa                                                                    | Karl Schmidt                                     | DRP                                              |                                                  |
| 7                                                     | Schrimm, Schroda                                                                    | Josef von Glebocki                               | Pole                                             |                                                  |
| 8                                                     | Wreschen, Pleschen, Jarotschin                                                      | Anton von Chlapowski                             | Pole                                             |                                                  |
| 9                                                     | Krotoschin, Koschmin                                                                | Ludwig von Jazdzewski                            | Pole                                             |                                                  |
| 10                                                    | Adelnau, Schildberg, Ostrowo, Kempen in Posen                                       | Ferdinand von Radziwill                          | Pole                                             |                                                  |
| Provinz Posen – Regierungsbezirk Bromberg             |                                                                                     |                                                  |                                                  |                                                  |
| 1                                                     | Czarnikau, Filehne, Kolmar in Posen                                                 | Max Zindler                                      | DKP                                              |                                                  |
| 2                                                     | Wirsitz, Schubin, Znin                                                              | Leon von Czarlinski                              | Pole                                             |                                                  |
| 3                                                     | Bromberg                                                                            | Christoph von Tiedemann                          | DRP                                              |                                                  |
| 4                                                     | Inowrazlaw, Mogilno, Strelno                                                        | Josef Krzyminski                                 | Pole                                             |                                                  |
| 5                                                     | Gnesen, Wongrowitz, Witkowo                                                         | Leon von Grabski                                 | Pole                                             |                                                  |
| Provinz Schlesien – Regierungsbezirk Breslau          |                                                                                     |                                                  |                                                  |                                                  |
| 1                                                     | Guhrau, Steinau, Wohlau                                                             | Friedrich von Carmer-Osten                       | DKP                                              |                                                  |
| 2                                                     | Militsch, Trebnitz                                                                  | Ernst von Heydebrand und der Lasa                | DKP                                              |                                                  |
| 3                                                     | Groß Wartenberg, Oels                                                               | Wilhelm von Kardorff                             | DRP                                              |                                                  |
| 4                                                     | Namslau, Brieg                                                                      | Fedor von Spiegel                                | DKP                                              |                                                  |
| 5                                                     | Ohlau, Strehlen, Nimptsch                                                           | Robert Rother                                    | DKP                                              |                                                  |
| 6                                                     | Breslau-Ost                                                                         | Franz Tutzauer                                   | SPD                                              |                                                  |
| 7                                                     | Breslau-West                                                                        | Eduard Bernstein                                 | SPD                                              |                                                  |
| 8                                                     | Neumarkt, Breslau-Land                                                              | Friedrich zu Limburg-Stirum                      | DKP                                              |                                                  |
| 9                                                     | Striegau, Schweidnitz                                                               | Karl von Richthofen-Damsdorf                     | DKP                                              |                                                  |
| 10                                                    | Waldenburg                                                                          | Hermann Sachse                                   | SPD                                              |                                                  |
| 11                                                    | Reichenbach, Neurode                                                                | August Kühn                                      | SPD                                              |                                                  |
| 12                                                    | Glatz, Habelschwerdt                                                                | Franz Hartmann                                   | Zentrum                                          |                                                  |
| 13                                                    | Frankenstein, Münsterberg                                                           | Hans Praschma von Bilkau                         | Zentrum                                          |                                                  |
| Provinz Schlesien – Regierungsbezirk Oppeln           |                                                                                     |                                                  |                                                  |                                                  |
| 1                                                     | Kreuzburg, Rosenberg O.S.                                                           | Christian Kraft zu Hohenlohe-Öhringen            | DKP                                              |                                                  |
| 2                                                     | Oppeln                                                                              | Julius Szmula                                    | Zentrum                                          |                                                  |
| 3                                                     | Groß Strehlitz, Kosel                                                               | Joseph Glowatzki                                 | Zentrum                                          |                                                  |
| 4                                                     | Lublinitz, Tost-Gleiwitz                                                            | Franz von Ballestrem                             | Zentrum                                          |                                                  |
| 5                                                     | Beuthen, Tarnowitz                                                                  | Theophil Krolik                                  | Zentrum                                          |                                                  |
| 6                                                     | Kattowitz, Zabrze                                                                   | Wojciech Korfanty                                | Pole                                             |                                                  |
| 7                                                     | Pleß, Rybnik                                                                        | Joseph Faltin                                    | Zentrum                                          |                                                  |
| 8                                                     | Ratibor                                                                             | Wilhelm Frank                                    | Zentrum                                          |                                                  |
| 9                                                     | Leobschütz                                                                          | Florian Klose                                    | Zentrum                                          |                                                  |
| 10                                                    | Neustadt O.S.                                                                       | Franz Strzoda                                    | Zentrum                                          |                                                  |
| 11                                                    | Falkenberg O.S., Grottkau                                                           | Alfred Hubrich                                   | Zentrum                                          |                                                  |
| 12                                                    | Neisse                                                                              | Albert Horn                                      | Zentrum                                          |                                                  |
| Provinz Schlesien – Regierungsbezirk Liegnitz         |                                                                                     |                                                  |                                                  |                                                  |
| 1                                                     | Grünberg, Freystadt                                                                 | Carl Blell                                       | FVp                                              |                                                  |
| 2                                                     | Sagan, Sprottau                                                                     | Hermann Müller                                   | FVp                                              |                                                  |
| 3                                                     | Glogau                                                                              | August Hoffmeister                               | FVg                                              |                                                  |
| 4                                                     | Lüben, Bunzlau                                                                      | Richard Kern                                     | DKP                                              |                                                  |
| 5                                                     | Löwenberg                                                                           | Julius Kopsch                                    | FVp                                              |                                                  |
| 6                                                     | Liegnitz, Goldberg-Haynau                                                           | Hans Georg Pohl                                  | FVp                                              |                                                  |
| 7                                                     | Landeshut, Jauer, Bolkenhain                                                        | Otto Hermes                                      | FVp                                              |                                                  |
| 8                                                     | Schönau, Hirschberg                                                                 | Bruno Ablaß                                      | FVp                                              |                                                  |
| 9                                                     | Görlitz, Lauban                                                                     | Otto Mugdan                                      | FVp                                              |                                                  |
| 10                                                    | Rothenburg (Oberlausitz), Hoyerswerda                                               | Traugott von Arnim                               | DRP                                              |                                                  |
| Provinz Sachsen – Regierungsbezirk Magdeburg          |                                                                                     |                                                  |                                                  |                                                  |
| 1                                                     | Salzwedel, Gardelegen                                                               | Jordan von Kröcher                               | DKP                                              |                                                  |
| 2                                                     | Stendal, Osterburg                                                                  | Ernst Himburg                                    | DKP                                              |                                                  |
| 3                                                     | Jerichow I, Jerichow II                                                             | Herbert von Bismarck                             | DKP                                              |                                                  |
| 4                                                     | Magdeburg                                                                           | Wilhelm Pfannkuch                                | SPD                                              |                                                  |
| 5                                                     | Neuhaldensleben, Wolmirstedt                                                        | Jacob Hosang                                     | NLP                                              |                                                  |
| 6                                                     | Wanzleben                                                                           | Paul Schmidt                                     | NLP                                              |                                                  |
| 7                                                     | Aschersleben, Quedlinburg, Calbe an der Saale                                       | Albert Schmidt                                   | SPD                                              |                                                  |
| 8                                                     | Halberstadt, Oschersleben, Wernigerode                                              | Hans Rimpau                                      | NLP                                              |                                                  |
| Provinz Sachsen – Regierungsbezirk Merseburg          |                                                                                     |                                                  |                                                  |                                                  |
| 1                                                     | Liebenwerda, Torgau                                                                 | Walter Prüschenk von Lindenhofen                 | DRP                                              |                                                  |
| 2                                                     | Schweinitz, Wittenberg                                                              | Heinrich Dove                                    | FVg                                              |                                                  |
| 3                                                     | Bitterfeld, Delitzsch                                                               | Louis Bauermeister                               | DRP                                              |                                                  |
| 4                                                     | Halle (Saale), Saalkreis                                                            | Fritz Kunert                                     | SPD                                              |                                                  |
| 5                                                     | Mansfelder Seekreis, Mansfelder Gebirgskreis                                        | Otto Arendt                                      | DRP                                              |                                                  |
| 6                                                     | Sangerhausen, Eckartsberga                                                          | Karl Scherre                                     | DRP                                              |                                                  |
| 7                                                     | Querfurt, Merseburg                                                                 | Johann Friedrich Winckler                        | DKP                                              |                                                  |
| 8                                                     | Naumburg, Weißenfels, Zeitz                                                         | Friedrich Adolf Thiele                           | SPD                                              |                                                  |
| Provinz Sachsen – Regierungsbezirk Erfurt             |                                                                                     |                                                  |                                                  |                                                  |
| 1                                                     | Nordhausen, Hohenstein                                                              | Otto Wiemer                                      | FVp                                              |                                                  |
| 2                                                     | Heiligenstadt, Worbis                                                               | Josef von Strombeck                              | Zentrum                                          |                                                  |
| 3                                                     | Mühlhausen, Langensalza, Weißensee                                                  | Richard Eickhoff                                 | FVp                                              |                                                  |
| 4                                                     | Erfurt, Schleusingen, Ziegenrück                                                    | Paul Hagemann                                    | NLP                                              |                                                  |
| Provinz Schleswig-Holstein                            |                                                                                     |                                                  |                                                  |                                                  |
| 1                                                     | Hadersleben, Sonderburg                                                             | Jens Jessen                                      | Däne                                             |                                                  |
| 2                                                     | Apenrade, Flensburg                                                                 | Heinrich Mahlke                                  | SPD                                              |                                                  |
| 3                                                     | Schleswig, Eckernförde                                                              | Nicolaus Mattsen                                 | NLP                                              |                                                  |
| 4                                                     | Tondern, Husum, Eiderstedt                                                          | Johannes Leonhart                                | FVp                                              |                                                  |
| 5                                                     | Dithmarschen, Steinburg                                                             | Christian Hoeck                                  | FVg                                              |                                                  |
| 6                                                     | Pinneberg, Segeberg                                                                 | Adolph von Elm                                   | SPD                                              |                                                  |
| 7                                                     | Kiel, Rendsburg                                                                     | Carl Legien                                      | SPD                                              |                                                  |
| 8                                                     | Altona, Stormarn                                                                    | Karl Frohme                                      | SPD                                              |                                                  |
| 9                                                     | Oldenburg in Holstein, Plön                                                         | Hermann Stockmann                                | DRP                                              |                                                  |
| 10                                                    | Herzogtum Lauenburg                                                                 | Friedrich Lesche                                 | SPD                                              |                                                  |
| Provinz Hannover                                      |                                                                                     |                                                  |                                                  |                                                  |
| 1                                                     | Emden, Norden, Weener                                                               | Edzard zu Innhausen und Knyphausen               | DKP                                              |                                                  |
| 2                                                     | Aurich, Wittmund, Leer                                                              | Johannes Semler                                  | NLP                                              |                                                  |
| 3                                                     | Meppen, Lingen, Bentheim, Aschendorf, Hümmling                                      | Carl Friedrich Engelen                           | Zentrum                                          |                                                  |
| 4                                                     | Osnabrück, Bersenbrück, Iburg                                                       | Balduin von Schele                               | DHP                                              |                                                  |
| 5                                                     | Melle, Diepholz, Wittlage, Sulingen, Stolzenau                                      | Hermann Colshorn                                 | DHP                                              |                                                  |
| 6                                                     | Syke, Verden                                                                        | Theodor Held                                     | NLP                                              |                                                  |
| 7                                                     | Nienburg, Neustadt am Rübenberge, Fallingbostel                                     | Arnold von Schele                                | DHP                                              |                                                  |
| 8                                                     | Hannover                                                                            | Heinrich Meister                                 | SPD                                              |                                                  |
| 9                                                     | Hameln, Linden, Springe                                                             | Ferdinand Wallbrecht                             | NLP                                              |                                                  |
| 10                                                    | Hildesheim, Marienburg, Alfeld (Leine), Gronau                                      | Clemens Bauermeister                             | Zentrum                                          |                                                  |
| 11                                                    | Einbeck, Northeim, Osterode am Harz, Uslar                                          | Fritz Jorns                                      | NLP                                              |                                                  |
| 12                                                    | Göttingen, Duderstadt, Münden                                                       | Karl Götz von Olenhusen                          | DHP                                              |                                                  |
| 13                                                    | Goslar, Zellerfeld, Ilfeld                                                          | Hermann Horn                                     | NLP                                              |                                                  |
| 14                                                    | Gifhorn, Celle, Peine, Burgdorf                                                     | Hermann von Hodenberg                            | DHP                                              |                                                  |
| 15                                                    | Lüchow, Uelzen, Dannenberg, Bleckede                                                | Berthold von Bernstorff                          | DHP                                              |                                                  |
| 16                                                    | Lüneburg, Soltau, Winsen (Luhe)                                                     | Max Jänecke                                      | NLP                                              |                                                  |
| 17                                                    | Harburg, Rotenburg in Hannover, Zeven                                               | Johann Depken                                    | NLP                                              |                                                  |
| 18                                                    | Stade, Geestemünde, Bremervörde, Osterholz                                          | Carl Sattler                                     | NLP                                              |                                                  |
| 19                                                    | Neuhaus (Oste), Hadeln, Lehe, Kehdingen, Jork                                       | Hugo Böttger                                     | NLP                                              |                                                  |
| Provinz Westfalen – Regierungsbezirk Münster          |                                                                                     |                                                  |                                                  |                                                  |
| 1                                                     | Tecklenburg, Steinfurt, Ahaus                                                       | Carl Herold                                      | Zentrum                                          |                                                  |
| 2                                                     | Münster, Coesfeld                                                                   | Georg von Hertling                               | Zentrum                                          |                                                  |
| 3                                                     | Borken, Recklinghausen                                                              | Jakob Euler                                      | Zentrum                                          |                                                  |
| 4                                                     | Lüdinghausen, Beckum, Warendorf                                                     | Heinrich Wattendorf                              | Zentrum                                          |                                                  |
| Provinz Westfalen – Regierungsbezirk Minden           |                                                                                     |                                                  |                                                  |                                                  |
| 1                                                     | Minden, Lübbecke                                                                    | Karl Sielermann                                  | DKP                                              |                                                  |
| 2                                                     | Herford, Halle (Westfalen)                                                          | Friedrich Meyer                                  | DKP                                              |                                                  |
| 3                                                     | Bielefeld, Wiedenbrück                                                              | Heinrich Humann                                  | Zentrum                                          |                                                  |
| 4                                                     | Paderborn, Büren                                                                    | Karl von Savigny                                 | Zentrum                                          |                                                  |
| 5                                                     | Höxter, Warburg                                                                     | Otto Schmidt                                     | Zentrum                                          |                                                  |
| Provinz Westfalen – Regierungsbezirk Arnsberg         |                                                                                     |                                                  |                                                  |                                                  |
| 1                                                     | Wittgenstein, Siegen, Biedenkopf                                                    | Adolf Stoecker                                   | Antisemiten (CSP)                                |                                                  |
| 2                                                     | Olpe, Arnsberg, Meschede                                                            | Johannes Fusangel                                | Zentrum                                          |                                                  |
| 3                                                     | Altena, Iserlohn, Lüdenscheid                                                       | Julius Lenzmann                                  | FVp                                              |                                                  |
| 4                                                     | Hagen, Schwelm, Witten                                                              | Eugen Richter                                    | FVp                                              |                                                  |
| 5                                                     | Bochum, Gelsenkirchen, Hattingen, Herne                                             | Otto Hue                                         | SPD                                              |                                                  |
| 6                                                     | Dortmund, Hörde                                                                     | Theodor Bömelburg                                | SPD                                              |                                                  |
| 7                                                     | Hamm, Soest                                                                         | Heinrich Westermann                              | NLP                                              |                                                  |
| 8                                                     | Lippstadt, Brilon                                                                   | Wilhelm Schwarze                                 | Zentrum                                          |                                                  |
| Provinz Hessen-Nassau – Regierungsbezirk Wiesbaden    |                                                                                     |                                                  |                                                  |                                                  |
| 1                                                     | Obertaunus, Höchst, Usingen                                                         | Peter Itschert                                   | Zentrum                                          |                                                  |
| 2                                                     | Wiesbaden, Rheingau, Untertaunus                                                    | Eduard Bartling                                  | NLP                                              |                                                  |
| 3                                                     | St. Goarshausen, Unterwesterwald                                                    | Anton Dahlem                                     | Zentrum                                          |                                                  |
| 4                                                     | Limburg, Oberlahnkreis, Unterlahnkreis                                              | Friedrich Buchsieb                               | NLP                                              |                                                  |
| 5                                                     | Dillkreis, Oberwesterwald                                                           | Georg Burckhardt                                 | Antisemiten (CSP)                                |                                                  |
| 6                                                     | Frankfurt am Main                                                                   | Wilhelm Schmidt                                  | SPD                                              |                                                  |
| Provinz Hessen-Nassau – Regierungsbezirk Kassel       |                                                                                     |                                                  |                                                  |                                                  |
| 1                                                     | Rinteln, Hofgeismar, Wolfhagen                                                      | Ludwig zu Reventlow                              | Antisemiten (DSP)                                |                                                  |
| 2                                                     | Kassel, Melsungen                                                                   | Wilhelm Lattmann                                 | Antisemiten (DSP)                                |                                                  |
| 3                                                     | Fritzlar, Homberg, Ziegenhain                                                       | Max Liebermann von Sonnenberg                    | Antisemiten (DSP)                                |                                                  |
| 4                                                     | Eschwege, Schmalkalden, Witzenhausen                                                | Leonhard Seyboth                                 | FVp                                              |                                                  |
| 5                                                     | Marburg, Frankenberg, Kirchhain                                                     | Hellmut von Gerlach                              | NSV                                              |                                                  |
| 6                                                     | Hersfeld, Rotenburg (Fulda), Hünfeld                                                | Ludwig Werner                                    | Antisemiten (Ref)                                |                                                  |
| 7                                                     | Fulda, Schlüchtern, Gersfeld                                                        | Richard Müller                                   | Zentrum                                          |                                                  |
| 8                                                     | Hanau, Gelnhausen                                                                   | Georg Lucas                                      | NLP                                              |                                                  |
| Rheinprovinz – Regierungsbezirk Köln                  |                                                                                     |                                                  |                                                  |                                                  |
| 1                                                     | Köln-Stadt                                                                          | Karl Trimborn                                    | Zentrum                                          |                                                  |
| 2                                                     | Köln-Land                                                                           | Theodor Pingen                                   | Zentrum                                          |                                                  |
| 3                                                     | Bergheim (Erft), Euskirchen                                                         | Johann Adolf Breuer                              | Zentrum                                          |                                                  |
| 4                                                     | Rheinbach, Bonn                                                                     | Peter Spahn                                      | Zentrum                                          |                                                  |
| 5                                                     | Siegkreis, Waldbröl                                                                 | Karl Georg Becker                                | Zentrum                                          |                                                  |
| 6                                                     | Mülheim am Rhein, Gummersbach, Wipperfürth                                          | Hermann de Witt                                  | Zentrum                                          |                                                  |
| Rheinprovinz – Regierungsbezirk Düsseldorf            |                                                                                     |                                                  |                                                  |                                                  |
| 1                                                     | Remscheid, Lennep, Mettmann                                                         | Karl Meist                                       | SPD                                              |                                                  |
| 2                                                     | Elberfeld, Barmen                                                                   | Hermann Molkenbuhr                               | SPD                                              |                                                  |
| 3                                                     | Solingen                                                                            | Philipp Scheidemann                              | SPD                                              |                                                  |
| 4                                                     | Düsseldorf                                                                          | Theodor Kirsch                                   | Zentrum                                          |                                                  |
| 5                                                     | Essen                                                                               | Gerhard Stötzel                                  | Zentrum                                          |                                                  |
| 6                                                     | Duisburg, Mülheim an der Ruhr, Ruhrort, Oberhausen                                  | Wilhelm Beumer                                   | NLP                                              |                                                  |
| 7                                                     | Moers, Rees                                                                         | Karl Fritzen                                     | Zentrum                                          |                                                  |
| 8                                                     | Kleve, Geldern                                                                      | Eduard Marcour                                   | Zentrum                                          |                                                  |
| 9                                                     | Kempen                                                                              | Aloys Fritzen                                    | Zentrum                                          |                                                  |
| 10                                                    | Gladbach                                                                            | Franz Hitze                                      | Zentrum                                          |                                                  |
| 11                                                    | Krefeld                                                                             | Karl Bachem                                      | Zentrum                                          |                                                  |
| 12                                                    | Neuss, Grevenbroich                                                                 | Hugo am Zehnhoff                                 | Zentrum                                          |                                                  |
| Rheinprovinz – Regierungsbezirk Koblenz               |                                                                                     |                                                  |                                                  |                                                  |
| 1                                                     | Wetzlar, Altenkirchen                                                               | Heinrich Kraemer                                 | NLP                                              |                                                  |
| 2                                                     | Neuwied                                                                             | Karl Stupp                                       | Zentrum                                          |                                                  |
| 3                                                     | Koblenz, St. Goar                                                                   | Georg Wellstein                                  | Zentrum                                          |                                                  |
| 4                                                     | Kreuznach, Simmern                                                                  | Hermann Paasche                                  | NLP                                              |                                                  |
| 5                                                     | Mayen, Ahrweiler                                                                    | Peter Wallenborn                                 | Zentrum                                          |                                                  |
| 6                                                     | Adenau, Cochem, Zell                                                                | Gottfried Ruegenberg                             | Zentrum                                          |                                                  |
| Rheinprovinz – Regierungsbezirk Trier                 |                                                                                     |                                                  |                                                  |                                                  |
| 1                                                     | Daun, Bitburg, Prüm                                                                 | Georg Dasbach                                    | Zentrum                                          |                                                  |
| 2                                                     | Wittlich, Bernkastel                                                                | Ferdinand von Wolff-Metternich                   | Zentrum                                          |                                                  |
| 3                                                     | Trier                                                                               | Victor Rintelen                                  | Zentrum                                          |                                                  |
| 4                                                     | Saarlouis, Merzig, Saarburg                                                         | Hermann Roeren                                   | Zentrum                                          |                                                  |
| 5                                                     | Saarbrücken                                                                         | Heinrich Boltz                                   | NLP                                              |                                                  |
| 6                                                     | Ottweiler, St. Wendel, Meisenheim                                                   | Eduard Fuchs                                     | Zentrum                                          |                                                  |
| Rheinprovinz – Regierungsbezirk Aachen                |                                                                                     |                                                  |                                                  |                                                  |
| 1                                                     | Schleiden, Malmedy, Montjoie                                                        | Franz von Arenberg                               | Zentrum                                          |                                                  |
| 2                                                     | Eupen, Aachen-Land                                                                  | Josef Nacken                                     | Zentrum                                          |                                                  |
| 3                                                     | Aachen-Stadt                                                                        | Hubert Sittart                                   | Zentrum                                          |                                                  |
| 4                                                     | Düren, Jülich                                                                       | Alfred von Hompesch                              | Zentrum                                          |                                                  |
| 5                                                     | Geilenkirchen, Heinsberg, Erkelenz                                                  | Anton Opfergelt                                  | Zentrum                                          |                                                  |
| Hohenzollernsche Lande – Regierungsbezirk Sigmaringen |                                                                                     |                                                  |                                                  |                                                  |
| 1                                                     | Sigmaringen, Hechingen                                                              | Lambert Bumiller                                 | Zentrum                                          |                                                  |

### Bayern
| Königreich Bayern | Königreich Bayern                                                                                            | Königreich Bayern              | Königreich Bayern | Königreich Bayern |
| Oberbayern        | Oberbayern                                                                                                   | Oberbayern                     | Oberbayern        | Oberbayern        |
| ----------------- | --- | ------------------------------ | ----------------- | ----------------- |
| 1                 | München I (Altstadt, Lehel, Maxvorstadt)                                                                     | Georg Birk                     | SPD               |                   |
| 2                 | München II (Isarvorstadt, Ludwigsvorstadt, Au, Haidhausen, Giesing), München-Land, Starnberg, Wolfratshausen | Georg von Vollmar              | SPD               |                   |
| 3                 | Aichach, Friedberg, Dachau, Schrobenhausen                                                                   | Franz Beck                     | Zentrum           |                   |
| 4                 | Ingolstadt, Freising, Pfaffenhofen                                                                           | Josef Aichbichler              | Zentrum           |                   |
| 5                 | Wasserburg, Erding, Mühldorf                                                                                 | Sebastian Bauer                | Zentrum           |                   |
| 6                 | Weilheim, Werdenfels, Bruck, Landsberg, Schongau                                                             | Klemens von Thünefeld          | Zentrum           |                   |
| 7                 | Rosenheim, Ebersberg, Miesbach, Tölz                                                                         | Balthasar Ranner               | Zentrum           |                   |
| 8                 | Traunstein, Laufen, Berchtesgaden, Altötting                                                                 | Anton Lehemeir                 | Zentrum           |                   |
| Niederbayern      | |                                |                   |                   |
| 1                 | Landshut, Dingolfing, Vilsbiburg                                                                             | Peter Gleitsmann               | Zentrum           |                   |
| 2                 | Straubing, Bogen, Landau, Vilshofen                                                                          | Matthäus Mittermeier           | BB                |                   |
| 3                 | Passau, Wegscheid, Wolfstein, Grafenau                                                                       | Franz Seraph Pichler           | Zentrum           |                   |
| 4                 | Pfarrkirchen, Eggenfelden, Griesbach                                                                         | Benedikt Bachmeier             | BB                |                   |
| 5                 | Deggendorf, Regen, Viechtach, Kötzting                                                                       | Georg Hinterwinkler            | Zentrum           |                   |
| 6                 | Kelheim, Rottenburg, Mallersdorf                                                                             | Josef Aigner                   | Zentrum           |                   |
| Pfalz             | |                                |                   |                   |
| 1                 | Speyer, Ludwigshafen am Rhein, Frankenthal                                                                   | Franz Ehrhardt                 | SPD               |                   |
| 2                 | Landau, Neustadt an der Haardt                                                                               | Wilhelm Schellhorn-Wallbillich | NLP               |                   |
| 3                 | Germersheim, Bergzabern                                                                                      | Philipp Lichtenberger          | NLP               |                   |
| 4                 | Zweibrücken, Pirmasens                                                                                       | Louis Leinenweber              | NLP               |                   |
| 5                 | Homburg, Kusel                                                                                               | Heinrich Stauffer              | BdL               |                   |
| 6                 | Kaiserslautern, Kirchheimbolanden                                                                            | Otto Sartorius                 | FVp               |                   |
| Oberpfalz         | |                                |                   |                   |
| 1                 | Regensburg, Burglengenfeld, Stadtamhof                                                                       | Max von Pfetten                | Zentrum           |                   |
| 2                 | Amberg, Nabburg, Sulzbach, Eschenbach                                                                        | Michael Sir                    | Zentrum           |                   |
| 3                 | Neumarkt, Velburg, Hemau                                                                                     | Anton Kohl                     | Zentrum           |                   |
| 4                 | Neunburg, Waldmünchen, Cham, Roding                                                                          | Josef Witzlsperger             | Zentrum           |                   |
| 5                 | Neustadt a. d. Waldnaab, Vohenstrauß, Tirschenreuth                                                          | Georg Heim                     | Zentrum           |                   |
| Oberfranken       | |                                |                   |                   |
| 1                 | Hof, Naila, Rehau, Münchberg                                                                                 | Walther Münch-Ferber           | NLP               |                   |
| 2                 | Bayreuth, Wunsiedel, Berneck                                                                                 | August Hagen                   | NLP               |                   |
| 3                 | Forchheim, Kulmbach, Pegnitz, Ebermannstadt                                                                  | Friedrich Neuner               | NLP               |                   |
| 4                 | Kronach, Staffelstein, Lichtenfels, Stadtsteinach, Teuschnitz                                                | Heinrich Osel                  | Zentrum           |                   |
| 5                 | Bamberg, Höchstadt                                                                                           | Franz Schaedler                | Zentrum           |                   |
| Mittelfranken     | |                                |                   |                   |
| 1                 | Nürnberg | Albert Südekum                 | SPD               |                   |
| 2                 | Erlangen, Fürth, Hersbruck                                                                                   | Hugo Barbeck                   | FVp               |                   |
| 3                 | Ansbach, Schwabach, Heilsbronn                                                                               | Michael Hufnagel               | BdL               |                   |
| 4                 | Eichstätt, Beilngries, Weissenburg                                                                           | Karl Friedrich Speck           | Zentrum           |                   |
| 5                 | Dinkelsbühl, Gunzenhausen, Feuchtwangen                                                                      | Tobias Nißler                  | DKP               |                   |
| 6                 | Rothenburg ob der Tauber, Neustadt an der Aisch                                                              | Leonhard Hilpert               | BB                |                   |
| Unterfranken      | |                                |                   |                   |
| 1                 | Aschaffenburg, Alzenau, Obernburg, Miltenberg                                                                | Liborius Gerstenberger         | Zentrum           |                   |
| 2                 | Kitzingen, Gerolzhofen, Ochsenfurt, Volkach                                                                  | Luitpold Baumann               | Zentrum           |                   |
| 3                 | Lohr, Karlstadt, Hammelburg, Marktheidenfeld, Gemünden                                                       | Georg Stamm                    | Zentrum           |                   |
| 4                 | Neustadt an der Saale, Brückenau, Mellrichstadt, Königshofen, Kissingen                                      | Josef Moritz                   | Zentrum           |                   |
| 5                 | Schweinfurt, Haßfurt, Ebern                                                                                  | Nikolaus Holzapfel             | Zentrum           |                   |
| 6                 | Würzburg | Johann Thaler                  | Zentrum           |                   |
| Schwaben          | |                                |                   |                   |
| 1                 | Augsburg, Wertingen                                                                                          | Richard Kalkhof                | Zentrum           |                   |
| 2                 | Donauwörth, Nördlingen, Neuburg                                                                              | Melchior Weißenhagen           | Zentrum           |                   |
| 3                 | Dillingen, Günzburg, Zusmarshausen                                                                           | Eugen Jäger                    | Zentrum           |                   |
| 4                 | Illertissen, Neu-Ulm, Memmingen, Krumbach                                                                    | Benedikt Hebel                 | Zentrum           |                   |
| 5                 | Kaufbeuren, Mindelheim, Oberdorf, Füssen                                                                     | Karl Linder                    | Zentrum           |                   |
| 6                 | Immenstadt, Sonthofen, Kempten (Allgäu), Lindau                                                              | Alois Schmid                   | Zentrum           |                   |

### Sachsen
| Königreich Sachsen | Königreich Sachsen                          | Königreich Sachsen   | Königreich Sachsen | Königreich Sachsen |
| ------------------ | ------------------------------------------- | -------------------- | ------------------ | ------------------ |
| 1                  | Zittau                                      | Edmund Fischer       | SPD                |                    |
| 2                  | Löbau                                       | Karl Sindermann      | SPD                |                    |
| 3                  | Bautzen, Kamenz, Bischofswerda              | Heinrich Gräfe       | Antisemiten (Ref)  |                    |
| 4                  | Dresden rechts der Elbe, Radeberg, Radeburg | August Kaden         | SPD                |                    |
| 5                  | Dresden links der Elbe                      | Georg Gradnauer      | SPD                |                    |
| 6                  | Dresden-Land links der Elbe, Dippoldiswalde | Georg Horn           | SPD                |                    |
| 7                  | Meißen, Großenhain, Riesa                   | Ernst Nitzschke      | SPD                |                    |
| 8                  | Pirna, Sebnitz                              | Karl Julius Fräßdorf | SPD                |                    |
| 9                  | Freiberg, Hainichen                         | Ernst Schulze        | SPD                |                    |
| 10                 | Döbeln, Nossen, Leisnig                     | Karl Grünberg        | SPD                |                    |
| 11                 | Oschatz, Wurzen, Grimma                     | Richard Lipinski     | SPD                |                    |
| 12                 | Leipzig-Stadt                               | Julius Motteler      | SPD                |                    |
| 13                 | Leipzig-Land, Taucha, Markranstädt, Zwenkau | Friedrich Geyer      | SPD                |                    |
| 14                 | Borna, Geithain, Rochlitz                   | Georg Schöpflin      | SPD                |                    |
| 15                 | Mittweida, Frankenberg, Augustusburg        | Paul Göhre           | SPD                |                    |
| 16                 | Chemnitz                                    | Max Schippel         | SPD                |                    |
| 17                 | Glauchau, Meerane, Hohenstein-Ernstthal     | Ignaz Auer           | SPD                |                    |
| 18                 | Zwickau, Crimmitschau, Werdau               | Karl Wilhelm Stolle  | SPD                |                    |
| 19                 | Stollberg, Schneeberg                       | Hermann Goldstein    | SPD                |                    |
| 20                 | Marienberg, Zschopau                        | Emil Rosenow         | SPD                |                    |
| 21                 | Annaberg, Schwarzenberg, Johanngeorgenstadt | Ernst Grenz          | SPD                |                    |
| 22                 | Auerbach, Reichenbach                       | Franz Hofmann        | SPD                |                    |
| 23                 | Plauen, Oelsnitz, Klingenthal               | Alwin Gerisch        | SPD                |                    |

### Württemberg
| Königreich Württemberg | Königreich Württemberg                        | Königreich Württemberg | Königreich Württemberg | Königreich Württemberg |
| ---------------------- | --------------------------------------------- | ---------------------- | ---------------------- | ---------------------- |
| 1                      | Stuttgart                                     | Karl Hildenbrand       | SPD                    |                        |
| 2                      | Cannstatt, Ludwigsburg, Marbach, Waiblingen   | Johannes von Hieber    | NLP                    |                        |
| 3                      | Heilbronn, Besigheim, Brackenheim, Neckarsulm | Theodor Wolff          | WüBB                   |                        |
| 4                      | Böblingen, Vaihingen, Leonberg, Maulbronn     | Karl Sperka            | SPD                    |                        |
| 5                      | Esslingen, Nürtingen, Kirchheim, Urach        | Louis Schlegel         | SPD                    |                        |
| 6                      | Reutlingen, Tübingen, Rottenburg              | Friedrich von Payer    | DtVP                   |                        |
| 7                      | Nagold, Calw, Neuenbürg, Herrenberg           | Heinrich Schweickhardt | DtVP                   |                        |
| 8                      | Freudenstadt, Horb, Oberndorf, Sulz           | Fritz Wagner           | DtVP                   |                        |
| 9                      | Balingen, Rottweil, Spaichingen, Tuttlingen   | Conrad Haußmann        | DtVP                   |                        |
| 10                     | Gmünd, Göppingen, Welzheim, Schorndorf        | Hugo Lindemann         | SPD                    |                        |
| 11                     | Hall, Backnang, Öhringen, Weinsberg           | Wilhelm Vogt           | BdL                    |                        |
| 12                     | Gerabronn, Crailsheim, Mergentheim, Künzelsau | Friedrich Vogt         | BdL                    |                        |
| 13                     | Aalen, Gaildorf, Neresheim, Ellwangen         | Theodor Hofmann        | Zentrum                |                        |
| 14                     | Ulm, Heidenheim, Geislingen                   | Christian Storz        | DtVP                   |                        |
| 15                     | Ehingen, Blaubeuren, Laupheim, Münsingen      | Adolf Gröber           | Zentrum                |                        |
| 16                     | Biberach, Leutkirch, Waldsee, Wangen          | Matthias Erzberger     | Zentrum                |                        |
| 17                     | Ravensburg, Tettnang, Saulgau, Riedlingen     | Joseph Leser           | Zentrum                |                        |

### Baden
| Großherzogtum Baden | Großherzogtum Baden                          | Großherzogtum Baden   | Großherzogtum Baden | Großherzogtum Baden |
| ------------------- | -------------------------------------------- | --------------------- | ------------------- | ------------------- |
| 1                   | Konstanz, Überlingen, Stockach               | Friedrich Hug         | Zentrum             |                     |
| 2                   | Donaueschingen, Villingen                    | Friedrich Faller      | NLP                 |                     |
| 3                   | Waldshut, Säckingen, Neustadt im Schwarzwald | Joseph Schuler        | Zentrum             |                     |
| 4                   | Lörrach, Müllheim                            | Ernst Blankenhorn     | NLP                 |                     |
| 5                   | Freiburg, Emmendingen                        | Ludwig Marbe          | Zentrum             |                     |
| 6                   | Lahr, Wolfach                                | Constantin Fehrenbach | Zentrum             |                     |
| 7                   | Offenburg, Kehl                              | Julius Schüler        | Zentrum             |                     |
| 8                   | Rastatt, Bühl, Baden-Baden                   | Franz Xaver Lender    | Zentrum             |                     |
| 9                   | Pforzheim, Ettlingen                         | Emil Eichhorn         | SPD                 |                     |
| 10                  | Karlsruhe, Bruchsal                          | Adolf Geck            | SPD                 |                     |
| 11                  | Mannheim                                     | August Dreesbach      | SPD                 |                     |
| 12                  | Heidelberg, Mosbach                          | Anton Josef Beck      | NLP                 |                     |
| 13                  | Bretten, Sinsheim                            | Valentin Müller       | NLP                 |                     |
| 14                  | Tauberbischofsheim, Buchen                   | Johann Anton Zehnter  | Zentrum             |                     |

### Hessen
| Großherzogtum Hessen | Großherzogtum Hessen                               | Großherzogtum Hessen             | Großherzogtum Hessen | Großherzogtum Hessen |
| -------------------- | -------------------------------------------------- | -------------------------------- | -------------------- | -------------------- |
| 1                    | Gießen, Grünberg, Nidda                            | Louis Heyligenstaedt             | NLP                  |                      |
| 2                    | Friedberg, Büdingen, Vilbel                        | Waldemar von Oriola              | NLP                  |                      |
| 3                    | Lauterbach, Alsfeld, Schotten                      | Eduard Wallau                    | NLP                  |                      |
| 4                    | Darmstadt, Groß-Gerau                              | Balthasar Cramer                 | SPD                  |                      |
| 5                    | Offenbach, Dieburg                                 | Jacob Becker                     | NLP                  |                      |
| 6                    | Erbach, Bensheim, Lindenfels, Neustadt im Odenwald | Wilhelm Haas                     | NLP                  |                      |
| 7                    | Worms, Heppenheim, Wimpfen                         | Cornelius von Heyl zu Herrnsheim | NLP                  |                      |
| 8                    | Bingen, Alzey                                      | Reinhart Schmidt                 | FVp                  |                      |
| 9                    | Mainz, Oppenheim                                   | Eduard David                     | SPD                  |                      |

### Kleinstaaten
| Großherzogtum Mecklenburg-Schwerin    | Großherzogtum Mecklenburg-Schwerin                                | Großherzogtum Mecklenburg-Schwerin | Großherzogtum Mecklenburg-Schwerin | Großherzogtum Mecklenburg-Schwerin |
| ------------------------------------- | ----------------------------------------------------------------- | ---------------------------------- | ---------------------------------- | ---------------------------------- |
| 1                                     | Hagenow, Grevesmühlen                                             | Meno Rettich                       | DKP                                |                                    |
| 2                                     | Schwerin, Wismar                                                  | Wilhelm Dröscher                   | DKP                                |                                    |
| 3                                     | Parchim, Ludwigslust                                              | Hermann Pachnicke                  | FVg                                |                                    |
| 4                                     | Waren, Malchin                                                    | Ludolf von Maltzan                 | DKP                                |                                    |
| 5                                     | Rostock, Doberan                                                  | Joseph Herzfeld                    | SPD                                |                                    |
| 6                                     | Güstrow, Ribnitz                                                  | Carl von Treuenfels                | DKP                                |                                    |
| Großherzogtum Sachsen-Weimar-Eisenach |                                                                   |                                    |                                    |                                    |
| 1                                     | Weimar, Apolda                                                    | August Baudert                     | SPD                                |                                    |
| 2                                     | Eisenach, Dermbach                                                | Otto Fries                         | NLP                                |                                    |
| 3                                     | Jena, Neustadt an der Orla                                        | Paul Lehmann                       | NLP                                |                                    |
| Großherzogtum Mecklenburg-Strelitz    |                                                                   |                                    |                                    |                                    |
| 1                                     | Neustrelitz, Neubrandenburg, Schönberg                            | Rudolf Nauck                       | DRP                                |                                    |
| Großherzogtum Oldenburg               |                                                                   |                                    |                                    |                                    |
| 1                                     | Oldenburg, Eutin, Birkenfeld                                      | Carl Bargmann                      | FVp                                |                                    |
| 2                                     | Jever, Brake, Westerstede, Varel, Elsfleth, Landwürden            | Albert Traeger                     | FVp                                |                                    |
| 3                                     | Vechta, Delmenhorst, Cloppenburg, Wildeshausen, Berne, Friesoythe | Heinrich Eduard Burlage            | Zentrum                            |                                    |
| Herzogtum Braunschweig                |                                                                   |                                    |                                    |                                    |
| 1                                     | Braunschweig, Blankenburg                                         | Wilhelm Blos                       | SPD                                |                                    |
| 2                                     | Helmstedt, Wolfenbüttel                                           | Fritz von Kaufmann                 | NLP                                |                                    |
| 3                                     | Holzminden, Gandersheim                                           | Kurd von Damm                      | unbestimmt                         |                                    |
| Herzogtum Sachsen-Meiningen           |                                                                   |                                    |                                    |                                    |
| 1                                     | Meiningen, Hildburghausen                                         | Ernst Müller                       | FVp                                |                                    |
| 2                                     | Sonneberg, Saalfeld                                               | Hermann Reißhaus                   | SPD                                |                                    |
| Herzogtum Sachsen-Altenburg           |                                                                   |                                    |                                    |                                    |
| 1                                     | Altenburg, Roda                                                   | Bruno Buchwald                     | SPD                                |                                    |
| Herzogtum Sachsen-Coburg-Gotha        |                                                                   |                                    |                                    |                                    |
| 1                                     | Coburg                                                            | Albrecht Patzig                    | NLP                                |                                    |
| 2                                     | Gotha                                                             | Wilhelm Bock                       | SPD                                |                                    |
| Herzogtum Anhalt                      |                                                                   |                                    |                                    |                                    |
| 1                                     | Dessau, Zerbst                                                    | Richard Roesicke                   | FVg                                |                                    |
| 2                                     | Bernburg, Köthen, Ballenstedt                                     | Karl Wessel                        | NLP                                |                                    |
| Fürstentum Schwarzburg-Rudolstadt     |                                                                   |                                    |                                    |                                    |
| 1                                     | Königsee, Frankenhausen                                           | Max Arthur Hofmann                 | SPD                                |                                    |
| Fürstentum Schwarzburg-Sondershausen  |                                                                   |                                    |                                    |                                    |
| 1                                     | Sondershausen, Arnstadt, Gehren, Ebeleben                         | Felix Bärwinkel                    | NLP                                |                                    |
| Fürstentum Waldeck-Pyrmont            |                                                                   |                                    |                                    |                                    |
| 1                                     | Waldeck, Pyrmont                                                  | Heinz Potthoff                     | FVg                                |                                    |
| Fürstentum Reuß älterer Linie         |                                                                   |                                    |                                    |                                    |
| 1                                     | Greiz, Burgk                                                      | Karl Hermann Förster               | SPD                                |                                    |
| Fürstentum Reuß jüngerer Linie        |                                                                   |                                    |                                    |                                    |
| 1                                     | Gera, Schleiz                                                     | Emanuel Wurm                       | SPD                                |                                    |
| Fürstentum Schaumburg-Lippe           |                                                                   |                                    |                                    |                                    |
| 1                                     | Bückeburg, Stadthagen                                             | Wilhelm Deppe                      | NLP                                |                                    |
| Fürstentum Lippe                      |                                                                   |                                    |                                    |                                    |
| 1                                     | Detmold, Lemgo                                                    | Wilhelm Meier-Jobst                | FVp                                |                                    |
| Hansestadt Lübeck                     |                                                                   |                                    |                                    |                                    |
| 1                                     | Lübeck                                                            | Theodor Schwartz                   | SPD                                |                                    |
| Freie Hansestadt Bremen               |                                                                   |                                    |                                    |                                    |
| 1                                     | Bremen, Bremerhaven                                               | Hinrich Schmalfeldt                | SPD                                |                                    |
| Freie und Hansestadt Hamburg          |                                                                   |                                    |                                    |                                    |
| 1                                     | Neustadt, St. Pauli                                               | August Bebel                       | SPD                                |                                    |
| 2                                     | Altstadt, St. Georg, Hammerbrook                                  | Johann Heinrich Wilhelm Dietz      | SPD                                |                                    |
| 3                                     | Vororte und Landherrenschaften                                    | Wilhelm Metzger                    | SPD                                |                                    |

### Elsaß-Lothringen
| Reichsland Elsaß-Lothringen | Reichsland Elsaß-Lothringen | Reichsland Elsaß-Lothringen | Reichsland Elsaß-Lothringen | Reichsland Elsaß-Lothringen |
| --------------------------- | --------------------------- | --------------------------- | --------------------------- | --------------------------- |
| 1                           | Altkirch, Thann             | Eugen Ricklin               | Elsässer                    |                             |
| 2                           | Mülhausen                   | Theodor Schlumberger        | NLP                         |                             |
| 3                           | Kolmar                      | Jacques Preiß               | Elsässer                    |                             |
| 4                           | Gebweiler                   | Alphons Roellinger          | Elsässer                    |                             |
| 5                           | Rappoltsweiler              | Emile Wetterlé              | Elsässer                    |                             |
| 6                           | Schlettstadt                | Leo Vonderscheer            | Elsässer                    |                             |
| 7                           | Molsheim, Erstein           | Nicolaus Delsor             | Elsässer                    |                             |
| 8                           | Straßburg-Stadt             | Adolf Riff                  | FVg                         |                             |
| 9                           | Straßburg-Land              | Daniel Blumenthal           | DtVP                        |                             |
| 10                          | Hagenau, Weißenburg         | Heinrich Wiltberger         | Elsässer                    |                             |
| 11                          | Zabern                      | Johannes Hoeffel            | DRP                         |                             |
| 12                          | Saargemünd, Forbach         | Franz de Schmid             | DKP                         |                             |
| 13                          | Bolchen, Diedenhofen        | Peter Merot                 | Lothringer                  |                             |
| 14                          | Metz                        | Max Jaunez                  | unbestimmt                  |                             |
| 15                          | Saarburg, Chateau-Salins    | Johann Labroise             | Lothringer                  |                             |

## Die Fraktionen des 11.Reichstags
Im 11. Reichstag schlossen sich nicht alle Abgeordneten der Fraktion ihrer eigentlichen Partei an. Die DHP-Abgeordneten traten zum Teil der Zentrumsfraktion bei. Der BdL-Abgeordnete Hufnagel (Ansbach) wurde Mitglied der Fraktion der Deutschkonservativen. Die übrigen BdL-Abgeordneten schlossen sich mit den Deutsch-Sozialen und den Christlich-Sozialen sowie den Bauernbund-Abgeordneten zur Fraktion der Wirtschaftlichen Vereinigung zusammen. Zu Beginn der 11. Legislaturperiode besaßen die Reichstagsfraktionen die folgende Stärke:
| Zentrum                     | 101 |
| Sozialdemokraten            | 81  |
| Deutschkonservative         | 52  |
| Nationalliberale            | 50  |
| Freisinnige Volkspartei     | 21  |
| Deutsche Reichspartei       | 20  |
| Polen                       | 16  |
| Wirtschaftliche Vereinigung | 12  |
| Freisinnige Vereinigung     | 10  |
| Deutsche Volkspartei        | 6   |
| Deutsche Reformpartei       | 6   |
| Fraktionslose               | 22  |

Im weiteren Verlauf der Legislaturperiode änderte sich aufgrund von Nachwahlen und Fraktionswechseln mehrfach die Stärke der einzelnen Fraktionen.